# Yuriko Yamamoto
Pour les articles homonymes, voir Yamamoto.
Yuriko Yamamoto (山本 百合子, Yamamoto Yuriko), née le 13 février 1959 à Hino, est une seiyū. Elle travaille pour Aoni Production.

## Rôles
- Julie dans la série animée Vas-y Julie !
- Toad dans Super Mario Bros. : Peach-Hime Kyushutsu Dai Sakusen!
- Vinsmoke Sora dans One Piece

### OAV
- Dragon Ball : Goku le pompier : Chao